# Xiphidiola quadrimaculata
Xiphidiola quadrimaculata is een rechtvleugelig insect uit de familie sabelsprinkhanen (Tettigoniidae). De wetenschappelijke naam van deze soort is voor het eerst geldig gepubliceerd in 1911 door Karny.